# The King Is In Town
The King Is In Town – album studyjny polskiego basisty jazzowego Krzysztofa Ścierańskiego. Wydawnictwo ukazało się w 1989 roku nakładem oficyny PolJazz. Nagrania zostały zarejestrowane w maju 1989 roku w Studio "Bop Art" w Budapeszcie. Materiał zrealizował Attila Malecz. Ścierańskiego w nagraniach wsparł Gábor Szendi (perkusja, szkaf).

## Lista utworów[2].
Strona A
1. "When A Star Falls Down"
2. "Bass Dance"
3. "The King Is In Town"

Strona B
1. "Where Is That Girl"
2. "Szkaf Song"
3. "Build The Band"